# رود اکسوس
رود اکسوس نام رودخانه‌ای در شرق فلات ایران بوده که بیشتر دانشمندان آن را برابر رود جیحون (آمودریا) دانسته‌اند. منابعی دیگر نیز آن را سیحون معرفی کرده‌اند. اکسوس کلمه‌ای یونانی است و بنظر می‌رسد با رود تاریخی وخشو از نظر نام قرابت داشته باشد.